# Arjan Bellaj
Arjan Bellaj, född 1 februari 1971 i Gjirokastra, är en albansk-grekisk före detta fotbollsspelare och numera fotbollstränare som sedan 2015 tränar Albaniens U19-herrlandslag i fotboll. Han tillbringade merparten av sin karriär i Grekland och erhåller därav grekiskt medborgarskap. Han spelade längst i den grekiska klubben PAS Giannina FC där han gjorde 264 matcher och gjorde 51 mål, och gjorde även 30 landskamper för Albanien.

## Karriär

### Spelarkarriär
Bellaj inledde sin spelarkarriär som mittfältare i sin hemorts största klubb, Luftëtari Gjirokastër. Under hans debutår spelade klubben i Albaniens högsta liga, Kategoria Superiore, men slutade sist efter säsongen 1990/1991 och flyttades ner en division. 1992 flyttade han till Grekland och skrev kontrakt med PAS Giannina FC. Efter att ha spelat 58 matcher och på dem gjort 25 mål värvades han 1994 av Kalamata FC. Där spelade han 43 ligamatcher och gjorde 9 mål och var med när klubben nådde uppflyttning till Alfa Ethniki innan han 1996 flyttade till Apollon Smyrni. I klubben spelade han bara 10 matcher innan han flyttade till Ethnikos Pireus, som precis flyttats upp till högstaligan, 1997. Även där spelade han endast 10 matcher innan han 1998 återvände till PAS Giannina. Under sin andra sejour i klubben var han med om sin karriärs enda ligaseger då klubben vann den grekiska andradivisionen och därmed flyttades upp till Alfa Ethniki. Under klubbens första säsong i högstaligan slutade man 13:e av 16 klubbar, där de 4 lägst placerade flyttades ner en division vilket innebar att klubben direkt flyttades ner. Efter över 100 matcher för PAS Giannina värvades han 2002 av Alfa Ethniki-klubben Panionios. Klubben blev den bäst presterande av Bellajs klubblag då man bland annat slutade 5:a i högstaligan säsongen 2002/2003. Under sin tid i klubben han Bellaj spela 42 matcher. 2003 flyttade han till PAE Kerkyra, som precis hade flyttats upp till andradivisionen. Han spelade under sin säsong 22 matcher i klubben som säsongen senare flyttades upp till högstaligan. 2004 återvände Bellaj för sista gången till PAS Giannina. Där spelade han mellan 2004 och 2007 och gjorde ytterligare 86 matcher för klubben. Han avslutade 2007 sin aktiva fotbollskarriär i klubben.

### Internationell karriär
Bellaj debuterade för Albanien 1994 och gjorde under sin karriär 30 officiella landskamper under sin landslagskarriär som avslutades 2004. Han spelades som mest frekvent i landslaget mellan 1994 och 1995 (8 matcher), 1999-2001 (8 matcher) samt 2003 (5 matcher).

### Tränarkarriär
I april 2013 signerade han kontrakt som tränare för sin moderklubb Luftëtari Gjirokastër i Albaniens näst högsta liga, Kategoria e Parë. Han var ansvarig för klubben i drygt sju månader innan han i mitten av oktober samma år avgick. I augusti 2015 presenterades han, tillsammans med Redi Jupi, som ny tränare för Albaniens U19-herrlandslag i fotboll.

## Meriter
- PAS Giannina
  - Beta Ethniki: 2000